# Белопольский машиностроительный завод
Белопольский машиностроительный завод (укр. Білопільський машинобудівний завод) — промышленное предприятие в Белополье Сумской области.

## История

### 1933 - 1991
Предприятие было основано в 1933 году как литейно-механический завод, в послевоенный период было реконструировано.
В связи с увеличением объемов выпуска рыбных консервов, в 1968 году было принято решение о создании на Белопольском машиностроительном заводе нового цеха по изготовлению сменного инструмента к консервно-баночным линиям (который был оснащён и введён в эксплуатацию в 1971 - 1973 гг.).
В 1970е - 1980е годы Белопольский машиностроительный завод являлся ведущим промышленным предприятием города, специализацией завода было производство оборудования для пищевой промышленности.
В 1980 году было принято решение о расширении завода с увеличением его производственных мощностей для изготовления оборудования по переработке обезжиренного молока и молочной сыворотки.
В 1983 году заводу было поручено разработать новое оборудование для оснащения предприятий хлебопекарной промышленности (четыре комплексно-механизированные линии - для выпечки формовых сортов хлеба, для круглого подового хлеба, для ржаных сухарей и для производства сушек) и освоить его производство.

### После 1991
После провозглашения независимости Украины государственный завод был преобразован в открытое акционерное общество.
В мае 1999 года Кабинет министров Украины включил завод в категорию предприятий, имеющих стратегическое значение для экономики и безопасности Украины.
В январе 2006 года хозяйственный суд Сумской области начал процедуру банкротства предприятия (100% акций которого в это время принадлежали региональному отделению Фонда государственного имущества Украины в Сумской области), в октябре 2006 г. суд ввел процедуру санации завода. В результате, к концу 2006 года убытки завода превысили 2,9 млн гривен при общих доходах в 4,15 млн гривен. В начале 2007 года было подписано мировое соглашение между руководством предприятия и комитетом его кредиторов, в соответствии с которым погашение кредиторской задолженности завода на общую сумму 2,6 млн гривен взяла на себя третья сторона — частная компания ООО «Укрпроммаш». В декабре 2007 года процедура банкротства завода была завершена и в частную собственность перешёл основной имущественный комплекс завода - примерно 30% активов предприятия (заводоуправление, механосборочный корпус, кузнечно-прессовый цех, грузовая проходная, а также порядка 200 машин и механизмов: радиально-сверлильные и токофрезерные станки, краны, гидропрессы и др.).
Начавшийся в 2008 году экономический кризис осложнил положение предприятия, и в феврале 2008 года Кабинет министров Украины принял решение о продаже завода (балансовая стоимость имущества которого была оценена в 476,3 тыс. гривен).
2008 год завод завершил с 1,25 млн гривен убытков при 11 млн. гривен доходов. 30 марта 2009 года по иску частной компании ООО "Энергосоюз" начался новый судебный процесс по признанию завода банкротом.
В 2009 году завод увеличил чистый убыток на 35,2% по сравнению с 2008 годом – до 1,694 млн. гривен, но в первом квартале 2010 года хозяйственное положение предприятия стабилизировалось, а объёмы производства увеличились.
К началу 2010 года завод специализировался на производстве хлебопекарского оборудования, а также выпускал другое технологическое оборудование для пищевой промышленности (пельменные автоматы и др.) и агропромышленного комплекса.